# Minitingis
Minitingis is een geslacht van wantsen uit de familie van de Tingidae (Netwantsen). Het geslacht werd voor het eerst wetenschappelijk beschreven door Barber in 1954.

## Soorten
Het genus bevat de volgende soorten:

- Minitingis elsae Froeschner, 1968
- Minitingis minusculus Barber, 1954